# 1893

## أحداث
- تأسيس مدينة كالغورلي وتقع حاليا في أستراليا.
- بداية حرب ماتابيلي الأولى في 1 أكتوبر 1893 والتي انتهت في 1894.
- الصدام المسلح في معركة (الوجبة) بين القوات القطرية والعثمانيين وكانت نتيجتها هزيمة العثمانيين.

## مواليد
- 7 أبريل - بول جيورجي، طبيب أطفال وعالم كيمياء حيوية أمريكي.
- آرثر جيمس
- أحمد الخميس
- أدوارد دويزي
- ألبرت ناجيرابولت
- إلياس فرحات
- بالميرو تولياتي
- بديع خيري
- بيرم التونسي
- جمال الحسيني
- جميل مردم بك
- حبيبة مسيكة
- خير الدين الزركلي
- دوروثي والكوت ويكس
- دين آتشيسون
- سليم حسن
- عبد الجبار التكرلي
- عبد الرحمن الفارس الوقيان
- عبد الرحمن عزام
- عزيز عثمان
- عمر برادلي
- سعود المالك الحمود الصباح
- فلاديمير ماياكوفسكي
- فيكتور بوريسوفيتش شكلوفسكي
- كيته ميته
- لاجوس كيززلر
- ليليان جيش
- ماري بيكفورد
- ماو تسي تونغ
- محمد الجلالي
- محمد علي العجلوني
- محمد فريد أبو حديد
- محمود شلتوت
- ميخائيل جيروفيتش
- هارولد يوري
- هيرمان غورينغ
- والتر أولبرخت
- ولاس فرد محمد
- ويلفريد أوين
- يوسف غصوب

## وفيات
- ابراهام كوركيندول أليسون
- بيتر إليتش تشايكوفسكي
- جان مارتان شاركو
- جورج أوشاوا
- جول فاري
- جون ارميا يعقوب
- رذرفورد هايز
- علي باشا مبارك
- علي بن سعيد
- غي دو موباسان
- ميرزا حبيب اصفهاني